# مصرف‌کننده (زنجیره غذایی)
مصرف‌کننده (به انگلیسی: Consumer) در یک زنجیره غذایی، جاندار زنده‌ای است که جانداران یک جمعیت متفاوت را می‌خورد. مصرف‌کننده دگرپرورد (هتروتروف) و تولیدکننده خودپرورد (اتوتروف) است. آنها مانند فرشته‌های دریایی، با مصرف جانداران دیگر ذرات آلی را جذب می‌کنند، بنابراین معمولاً آنها را مصرف‌کننده می‌نامند. هتروتروف‌ها را می‌توان بر پایهٔ آنچه که معمولاً می‌خورند، به عنوان گیاه‌خوار، گوشت‌خوار، همه‌چیزخوار یا تجزیه‌کننده طبقه‌بندی کرد. از سوی دیگر، اتوتروف‌ها جاندارانی هستند که انرژی را مستقیماً از خورشید می‌گیرند یا از پیوندهای شیمیایی استفاده می‌کنند. اتوتروف‌ها برای همه بوم‌سازگان‌ها حیاتی هستند زیرا همه جانداران به مولکول‌های آلی نیاز دارند و تنها اتوتروف‌ها می‌توانند آنها را از ترکیب‌های معدنی تولید کنند. اتوتروف‌ها به عنوان فتواتوتروف‌ها (که مانند گیاهان از خورشید انرژی می‌گیرند) یا شیمی‌اتوتروف‌ها (که مانند باکتری‌های خاص از پیوندهای شیمیایی انرژی می‌گیرند) طبقه‌بندی می‌شوند.